# Xysticus tenebrosus
Xysticus tenebrosus är en spindelart som beskrevs av Silhavy 1944. Xysticus tenebrosus ingår i släktet Xysticus och familjen krabbspindlar. Utöver nominatformen finns också underarten X. t. ohridensis.